# Sansón de Dol
San Sansón de Dol (finales del siglo V) fue una figura religiosa cristiana que es considerado como uno de los Siete fundadores de Bretaña. 

## Biografía
Sansón nació en el seno de una familia noble, hijo de Amon de Dyfed y Ana de Gwent, hermana de Meurig ap Tewdrig, rey de Glamorgano y Gwent. Su tío estuvo casado con la hermana de su madre, y su hijo fue San Maglorio. Una profecía revela a sus padres que le entreguen al amparo de San Iltudo, abad de Llantwit, que le convertiría en monje. 
Después de la muerte de San Piro, Sansón se convierte en abad de la casa de Llantwit en Isla de Caldey. Fue ordenado obispo por el también obispo, Dubricio en la festividad de Cátedra de San Pedro (22 de febrero), en lo que se calcula que fue el año 521, la única fecha cierta de la vida de Sansón. Si respetamos la ley por la cual no se podía ordenar obispo a alguien menor de 35 años, podría significar que el nacimiento de Sansón rondaría el 486. Pero también hay constancia que el santo estuvo en el Concilio de París que sucedió entre 556 y 573, lo que significa que debería tener entre 70 y 87 años. 
Después de la ordenación, Sansón viajó a Cornualles, las islas del Canal y Bretaña. En Cornualles fundó un monasterio en South Hill o Golant y en Bretaña fundó el monasterio en Dol. Sansón participó junto a otros dirigentes bretones en la excomunión del rey Conomor a petición del rey merovingio Childeberto I. Se le considera como uno de los siete fundadores junto a Pablo Aureliano, Tudwal, Brioc, Maclovia de Anlet, Paterno y Corentín. Fue enterrado, junto a su primo Maglorio, en la Catedral de Dol.

## Veneración
Los primeros documentos es su biografía Vita Sancti Samsonis, escrito algún tiempo después entre 610 y 820, sobre la base historiográfica de documentos anteriores no está muy clara. No solo omite ciertos detalles sobre Sansón tales como la abstinencia de alcohol, a diferencia de muchos de sus contemporáneos, como San Piro, que resultó muerto cuando cayó en un pozo, en estado de ebriedad. Esta Vita fue utilizada más adelante como modelo para la redacción de otros hagiografías, en Bretaña.